# Kirchzarten
Kirchzarten is een plaats in de Duitse deelstaat Baden-Württemberg, en maakt deel uit van het Landkreis Breisgau-Hochschwarzwald.
Kirchzarten telt 9.880 inwoners.
Voor de economie van Kirchzarten is het toerisme van relatief groot belang, hetgeen wordt verklaard door de nabijheid van Freiburg en het Zwarte Woud. Daarbij heeft het dorp een relatief grote camping.
Kirchzarten heeft een station, waarvandaan tweemaal per uur treinen rijden naar Freiburg en richting Titisee in het hart van het Zwarte Woud.

## Foto's

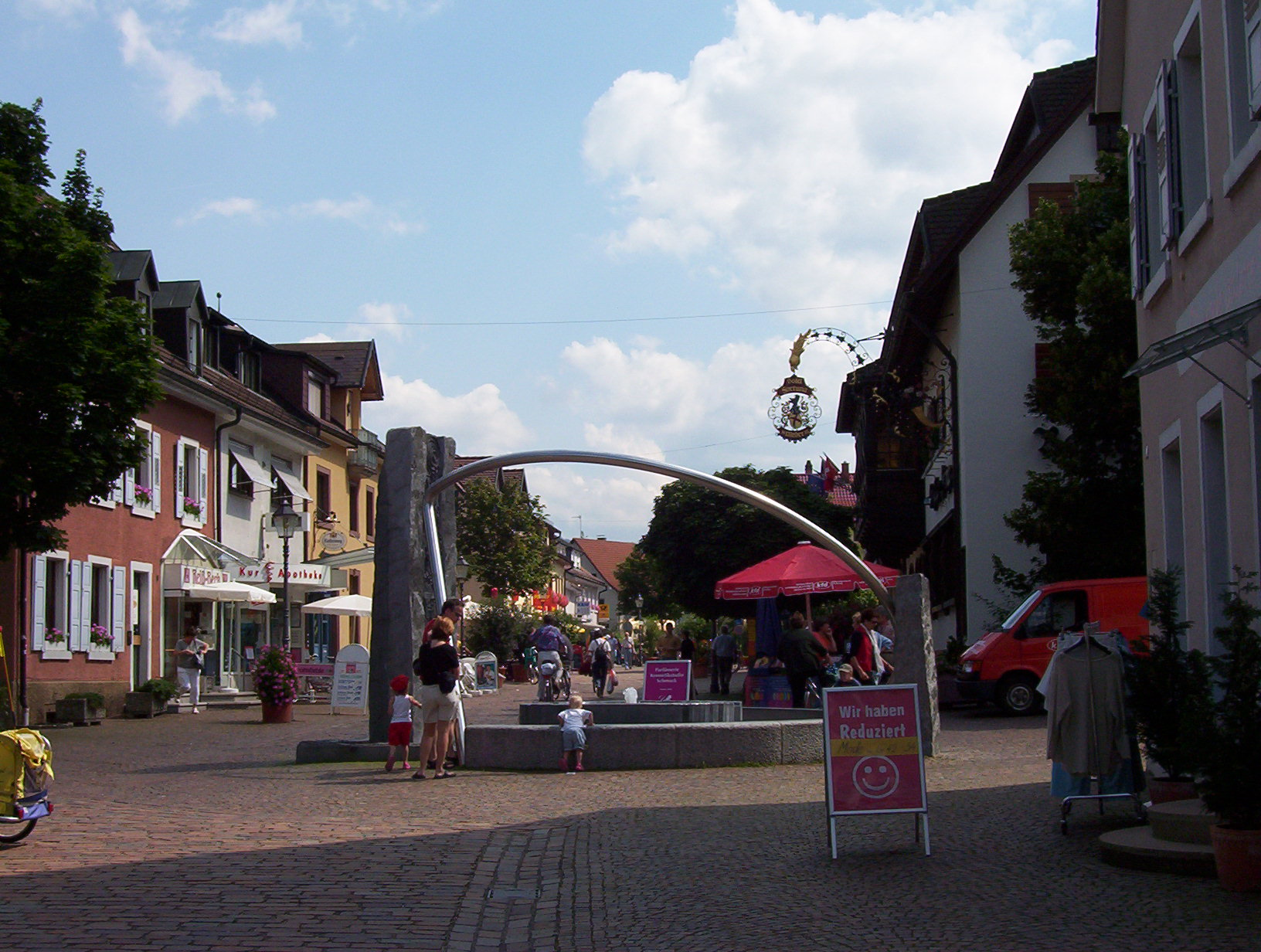
Kirchzarten, het centrum
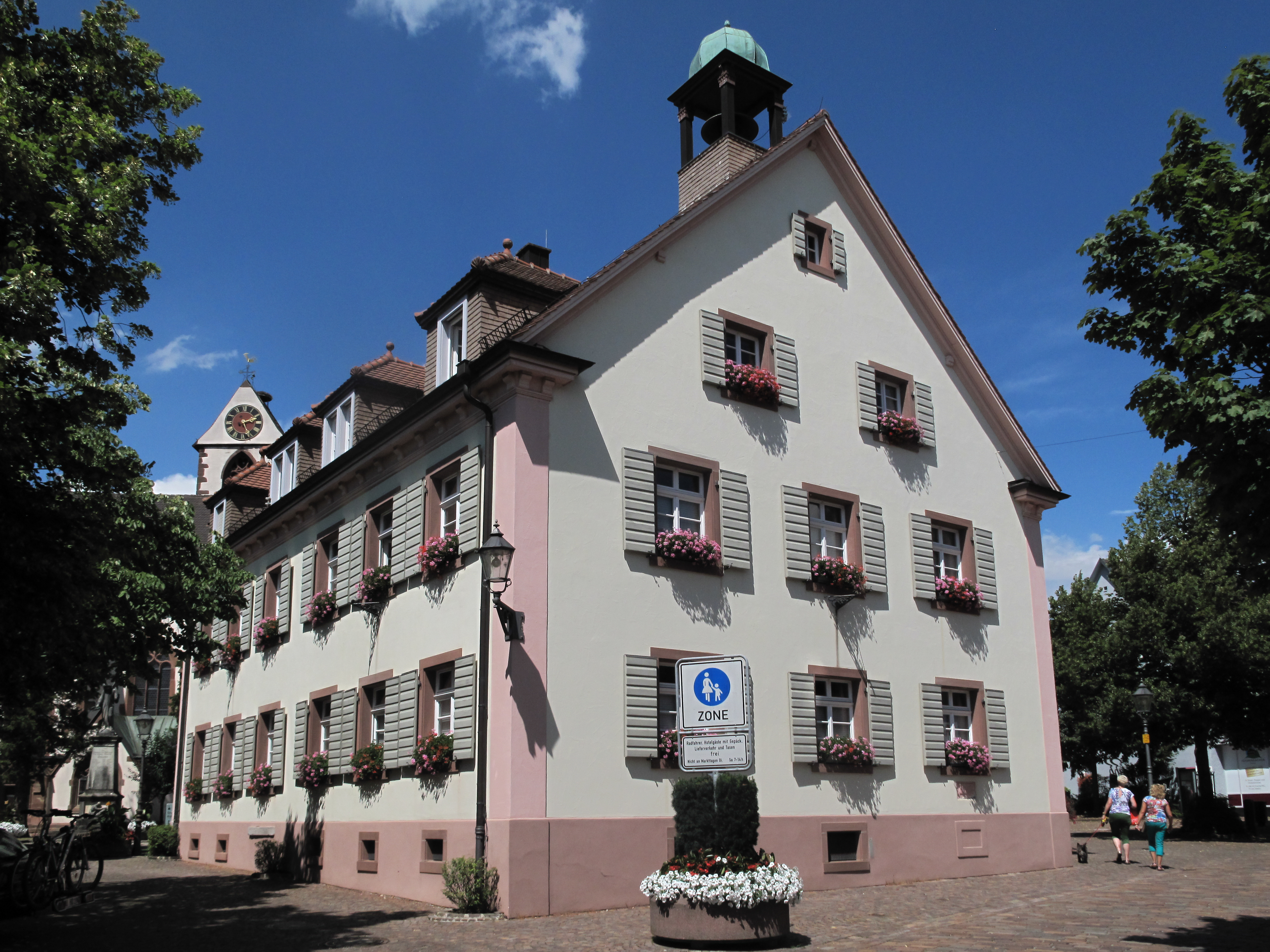
Kirchzarten, het gemeentehuis
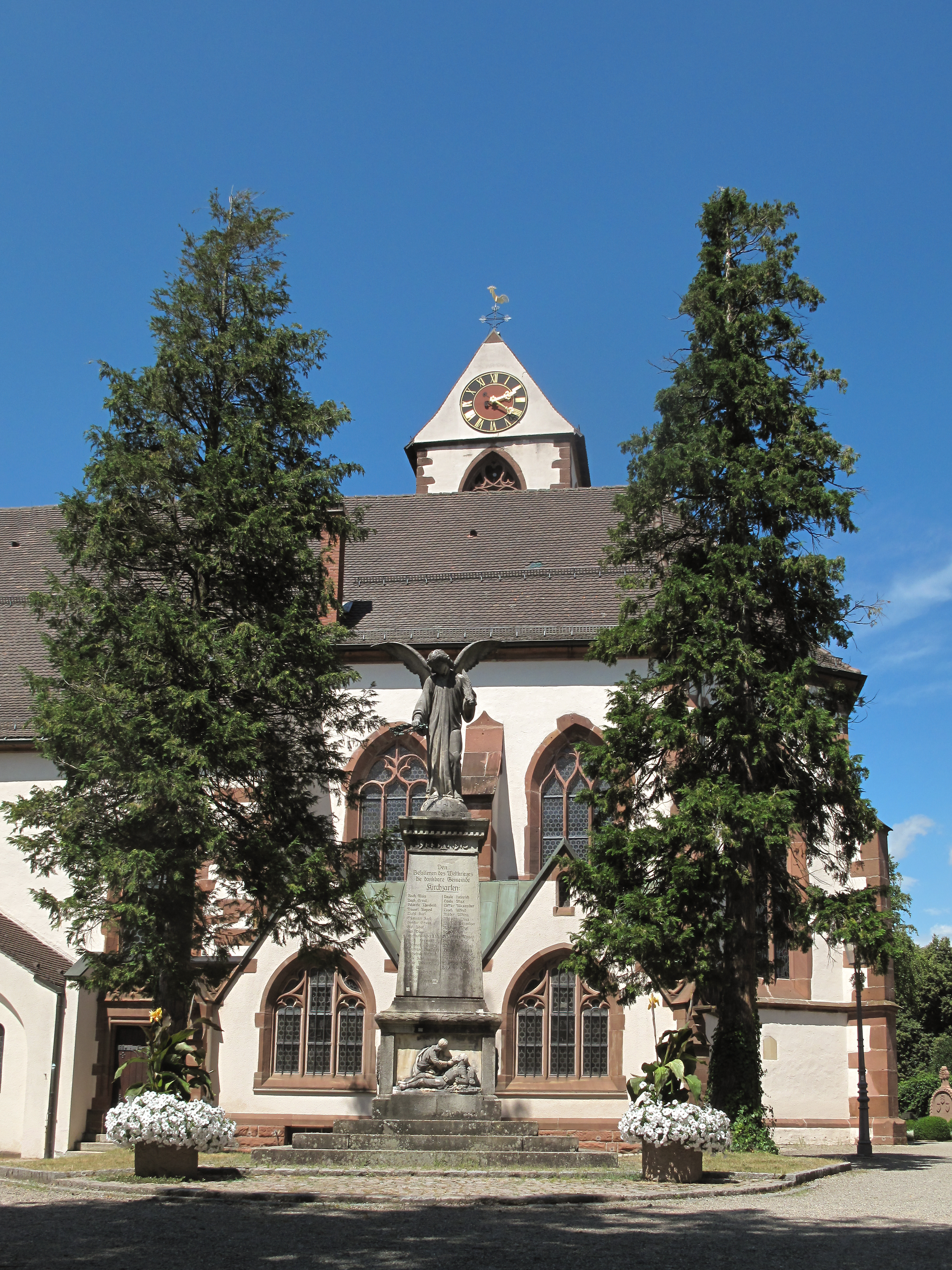
Kirchzarten, kerk: die Sankt Gallus Kirche
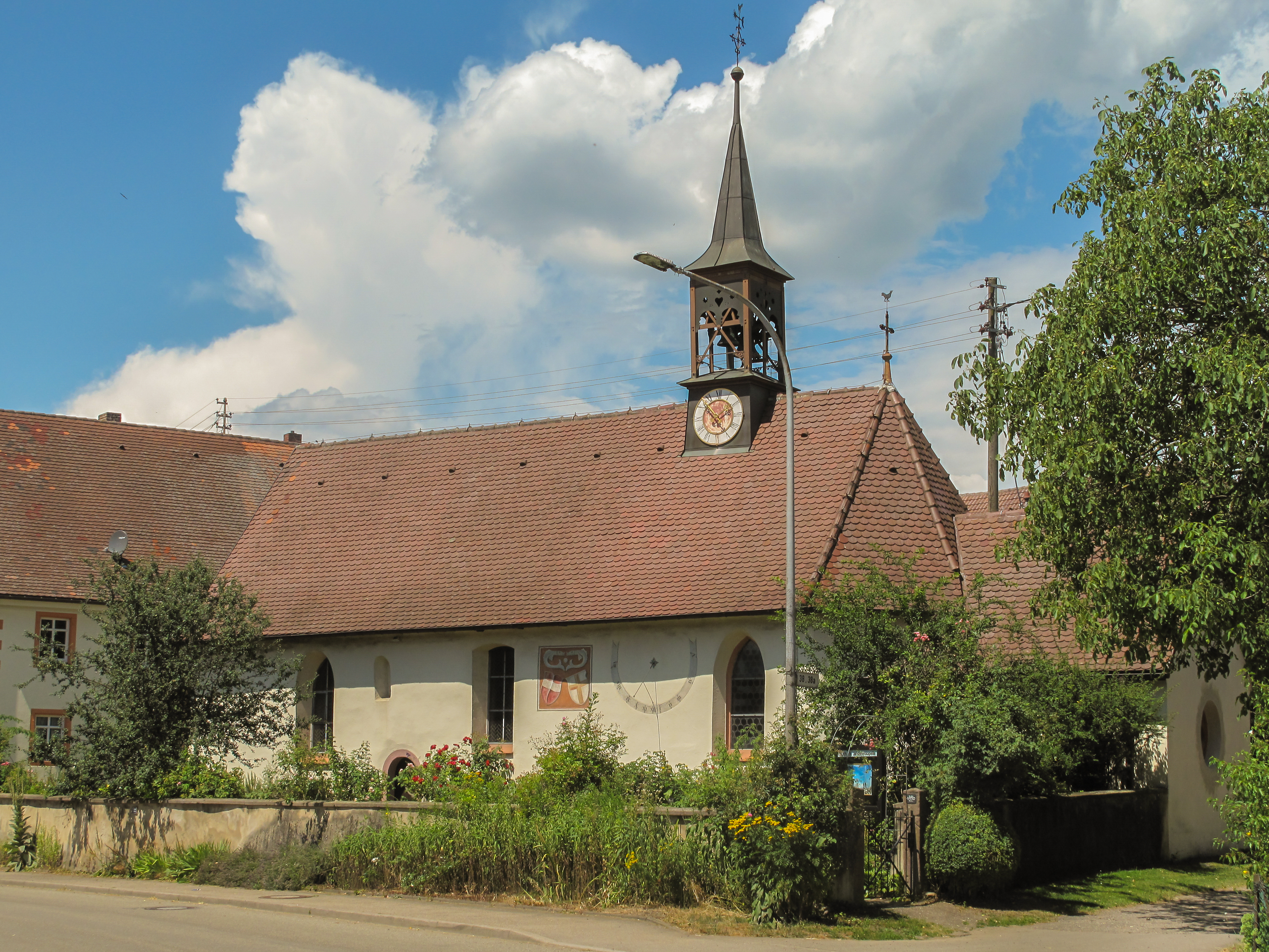
Zarten, kerk

## Sport
Kirchzarten was in 1995 gastheer van de Wereldkampioenschappen mountainbike. De Nederlander Bart Brentjens won bij die gelegenheid de wereldtitel op het onderdeel crosscountry.
Au ·
Auggen ·
Bad Krozingen ·
Badenweiler ·
Ballrechten-Dottingen ·
Bötzingen ·
Bollschweil ·
Breisach am Rhein ·
Breitnau ·
Buchenbach ·
Buggingen ·
Ebringen ·
Ehrenkirchen ·
Eichstetten am Kaiserstuhl ·
Eisenbach (Hochschwarzwald) ·
Eschbach ·
Feldberg (Schwarzwald) ·
Friedenweiler ·
Glottertal ·
Gottenheim ·
Gundelfingen ·
Hartheim ·
Heitersheim ·
Heuweiler ·
Hinterzarten ·
Horben ·
Ihringen ·
Kirchzarten ·
Lenzkirch ·
Löffingen ·
March ·
Merdingen ·
Merzhausen ·
Müllheim ·
Münstertal/Schwarzwald ·
Neuenburg am Rhein ·
Oberried ·
Pfaffenweiler ·
Schallstadt ·
Schluchsee ·
Sölden ·
Staufen im Breisgau ·
Stegen ·
St. Märgen ·
St. Peter ·
Sulzburg ·
Titisee-Neustadt ·
Umkirch ·
Vogtsburg im Kaiserstuhl ·
Wittnau